# Powiat Wongrowitz
Powiat Wongrowitz, do 1875 Powiat Wongrowiec (niem. Landkreis Wongrowitz, Kreis Wongrowitz, Landkreis Wongrowiec, Kreis Wongrowiec; pol. powiat wągrowiecki) – dawny powiat pruski, znajdujący się od 1818 do 1920 w granicach rejencji bydgoskiej w Prowincji Poznańskiej. Teren dawnego powiatu należy obecnie do Polski stanowiąc część województwa wielkopolskiego. Siedzibą władz powiatu było miasto Wągrowiec (Wongrowiec).

## Historia
Tereny północne dawnego powiatu po I rozbiorze Polski od 1772 do 1807 należały do Obwodu Nadnoteckiego w prowincji Prusy Zachodnie. Reszta jego część z miastem Wągrowiec (Wongrowiec) po II rozbiorze Polski od 1793 do 1807 należała do prowincji Prusy Południowe. W roku 1807 po pokoju w Tylży tereny włączono w skład Księstwa Warszawskiego. Powiat powstał 1 stycznia 1818 pod nazwą Kreis Wongrowiec. W 1875 r. zmieniono nazwę powiatu na Kreis Wongrowitz. 1 października 1887 z części wschodniej powiatu wyodrębniono nowy powiat Znin. Podczas powstania wielkopolskiego Polacy zajęli powiat. W wyniku traktatu wersalskiego dnia 10 lutego 1920 powiat włączono do Polski i nazwę powiatu zmieniono na powiat wągrowiecki. 26 października 1939 powiat wągrowiecki jako niemiecki powiat Eichenbrück został przyłączony do III Rzeszy, rejencji inowrocławskiej, Okręgu Rzeszy Kraj Warty.
W roku 1905 powiat liczył 1036,78 km².
1 stycznia 1908 w skład powiatu wchodziły:
- cztery miasta: Wągrowiec (Wongrowitz), Gołańcz (Gollantsch), Mieścisko (Mietschisko) i Skoki (Schokken)
- 136 gmin
- 74 majątków junkierskich.